# Tên lửa chống vệ tinh
Tên lửa chống vệ tinh là loại vũ khí không gian được thiết kế để tiêu diệt các vệ tinh cho các mục đích quân sự chiến lược. Hiện tại chỉ có Hoa Kỳ, Liên Xô trước đây và Trung Quốc được coi là đã phát triển loại vũ khí này. Ấn Độ tuyên bố hoàn toàn có khả năng kỹ thuật để phát triển loại vũ khí như vậy . Những cuộc thử nghiệm đầu tiên loại vũ khí này đã bắt đầu từ những năm 1980. Vào 11 tháng 01 năm 2007, Trung Quốc đã phá hủy một vệ tinh cũ trên quỹ đạo.

## Lịch sử
Sự thiết kế và phát triển của vũ khí chống vệ tinh đã có một số hướng đi. Những nỗ lực đầu tiên của Hoa Kỳ và Liên Xô là việc sử dụng các tên lửa phóng từ không trung vào những năm 1950; nhiều kế hoạch đã đến sau đó.

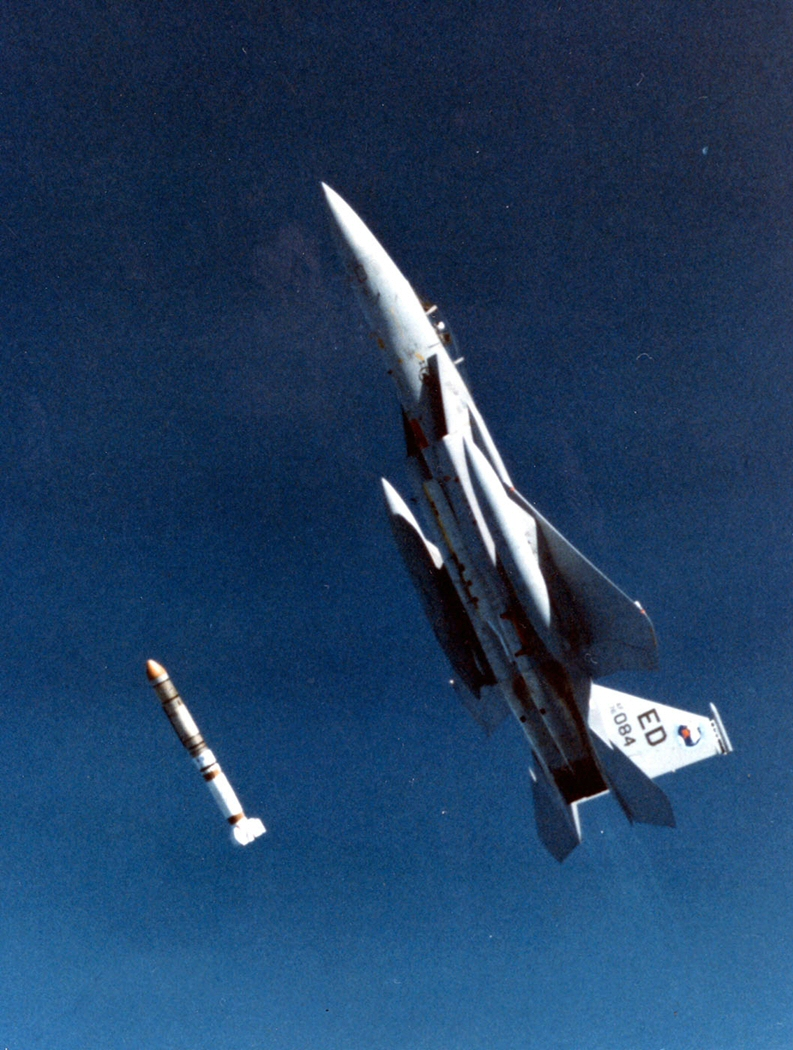
Tên lửa Hoa Kỳ ASM-135 ASAT phóng từ không trung vào tháng 9 năm 1985

## Thử nghiệm tên lửa của Trung Quốc năm 2007
Vào 17 giờ 28 phút ngày 11 tháng 1 năm 2007 (giờ địa phương), Trung Quốc đã phá hủy thành công một vệ tinh thời tiết (FY-1C) không còn hoạt động của họ. Sự phá hủy được thực hiện bởi một loại tên lửa đạn đạo tầm trung có trang bị đầu đạn. FY-1C là một vệ tinh thời tiết chuyển động ở độ cao khoảng 537 dặm (865 km), có khối lượng khoảng 750 kg. Nó là vệ tinh thứ tư trong số series Feng Yun phóng vào năm 1999. Cuộc thử nghiệm làm tăng sự lo ngại của nhiều nuóc khác, phần vì chính phủ Trung Quốc đã từ chối xác nhận trên các phương tiện thông tin tận đến 23 tháng 1 năm 2007 nhưng nguyên nhân chủ yếu là khả năng phá hủy của cuộc thử nghiệm và sự không công khai nó có thể vì sự chạy đua vũ trang không gian vũ trụ. EU đã đưa ra tuyên bố "Một cuộc thử nghiệm vũ khí chống vệ tinh là trái với nỗ lực của quốc tế ngăn chặn một cuộc chạy đua ngoài không gian vũ trụ, châm ngòi cho nền an ninh vũ trụ." 